# 共同親権
共同親権（英:Joint custody）とは、両方の親に親権が与えられる親権形態である。共同親権は、共同身体的親権、共同法的親権、またはその両方を合わせたものを指す場合もある。
共同法的親権では、子どもの両親が、例えば教育、医療、宗教的な養育などに関する主要な意思決定を共有する。共同親権では、共有親権または共有居住権とも呼ばれ、子供は両方の親と同等または同等に近い時間を過ごす。
離婚や別居の後、両親が共同親権を持つだけでなく、子供の共同法的親権を持つこともあれば、一般的には、片方の親が単独で法的親権を持ちながら、共同法的親権を持つこともあり、まれに、片方の親が単独で法的親権を持ちながら、共同法的親権を持つこともある。
共同親権の反対は単独親権であり、子どもは主に一方の親と同居するが、もう一方の親は子どもに定期的に面会する面会交流権を有する場合がある。共同親権は、一部の兄弟姉妹が一方の親と同居し、他の兄弟姉妹が他方の親と同居する分割親権とは異なる。

## 各国の状況

### アメリカ合衆国

#### 概要
- 親権のあり方=共同監護の形態を制定法で定めている州が47州。
- 裁判所=家庭裁判所
- 別居後の共同親権の行使方法=共同監護の場合、裁判所の認可を受けた監護計画（Parenting plan）による。
- 共同親権行使の援助機関=監護計画の立案を援助する民間調停機関が多数。ビジテーションセンターなど。

共同親権では、子供を養育する権利を両方の親が共有する。親権の具体的内容は各国の法律によって全く異なり、アメリカではさらに州ごとに異なる。具体的に親権をどのように共同親権者間で共同行使するかは、個々の事案ごとに異なり、以下に述べる法的親権と身体的親権の両方を共有する場合もあるが、片方だけを共有する場合もある。事案によっては単独親権となる場合もある。
1. 法的共同親権 (Joint legal custody) （狭義の共同親権）
子供の福祉と安全に関する意思決定を行う権利を共有する。具体的には、学校に関すること、宗教に関すること、医療に関することなどを決定する権利を共有する。教育記録や健康記録などの情報は、両方の親が共有する。次のような特徴がある[5][6][7][8]。
  - 離婚後も、両親は法的に同等となり、両親共に、子供の発育に重要な役割を果たす。
  - 子供が必要とすることに基づいて、あるいは子供の意志と関係なく親の希望で、両方の親が判断するので、親子共にうまく行っている満足感が得られる。
  - 離婚した後共同親権に服した子は、長期的に、精神的な予後が良好となるとの主張があるが、離婚していない両親の子よりは、圧倒的に悪い結果が出ている。
  - 両親相互にオープンなコミュニケーションを行うので、離婚の打撃からの回復が可能となり、子供が安心して発育できる環境作りが可能となる。
  - 離婚後も両親間の接触が増えるので、両親間の争いが激しくなるケースがある。
2. 身体的共同親権 (Joint physical custody) （共同監護）
タイム・スケジュール（育児プラン）に従って、養育を分担する。子供の時間を完全に半分ずつ両親それぞれに分ける場合もあるが、不均等に分ける場合も多い。
  - 1週間ごとや1か月ごとに、子供が父の家と母の家を行き来する方法や、週日は片親の所に住んで、週末は他方の親の所に住む方法が用いられる。子供が元の家に住んで、父親と母親が入れ替わる方法もある。
  - 子供のために費やす時間が減るので、親は他のこと（例えば勉学）のために時間を使うことができる。
  - 子供はそれぞれの親と多くの時間を過ごすことができるので、離婚前の状況と比較して、変化が少なくて済む。
  - 受け渡しにより親同士の接触が増えるので、争いが激しくなるケースがある。

#### 各論
離婚後共同親権を認めているアメリカでは以下のように運用されている。
1. 共同親権で、親の意見が一致しない場合は、どうなるのか
協力して親権を行うのが望ましいが、それが困難な場合は、交互に親権を行う[9]。例えば、父親の家にいる時は父親の意見を優先させ、母親の家にいる時は母親の意見を優先させる。また、意見を優先させる側を、1年ごとに交代する方法も行われる。
意見の不一致が起きやすい状況は同じである[10]。例えば、課外活動（塾、スポーツクラブ、稽古事など）にかかるお金を誰が負担するかということで争いが起きやすい。最初に「課外活動にかかる費用は、父親が60%を負担し、母親が40%を負担する」などと決めておくと良い。既成の育児計画（Philip Michael Stahl 2007など）を参考にして、最初にしっかりした育児計画（養育プラン）を作成しておくと、後の多くの争いを避けることができる[10]。
父親の家と母親の家とで、教育方針が異なっても、子供はその状態に良く順応する。相手の育児方針を批判せずに、自分の育児方針を良くすることだけを考えて、親としての自分の役割を立派に果たすことだけを考えるのが良い[9]。
2. 片親は、まず自分の単独親権を求めて、その実現が困難な場合に共同親権を求めるということか
単独親権と共同親権では、考え方が全く異なる[11]。単独親権では、子供を相手から排除しようとするが、共同親権では、子供の発育に両方の親を関与させようとする。
単独親権を求める場合には、相手と敵対する。「相手は親として失格であり、自分は親として適任である」などと主張して、子供を奪い合う。そして、二人の親を持つという子供の権利を否定する。逆に、共同親権では、協力して子供を育てようとして相手との信頼関係を築く。また、子供の大切な権利を守ってあげることにより子供との信頼関係を築く。
3. 単独親権と共同親権の違いは絶対的なものか
両者の違いは、相対的なものであり、量的な差に過ぎない。身体的親権（子供と一緒にいる時間）は、0％から100％まで、連続的に変化する。また法的親権（決定権）も、多くの項目について、分けて担当することが可能である。
実際、米国の多くの州で、共同親権の定義は、子供と一緒にいる時間が決められた基準以上であることとされている。決められた基準は、20%〜40%の値である。逆に単独親権の定義は、子供と一緒にいる時間が決められた基準以下であることとされている[12]。
4. 単独親権から共同親権になると、養育費はどうなるのか
父親と母親の合意があって、裁判所が容認すれば、どのような養育費にすることも可能である。裁判所が決める場合には、次のような方法が用いられる[12][13]。（単独親権の場合の養育費は、まず子供が必要とするお金を計算し、それを父親と母親が収入に応じて負担する。もし母親が100%の時間を子供と過ごすのであれば、父親が負担する金額は、全額母親に渡される）。
共同親権における養育費の考え方の一つは、共同親権になると子供に必要な生活費が増えるという考え方である。例えば、ベッド、布団、玩具、衣類、本、ゲームなどは、両方の家に用意する必要がある。単独親権の場合に子供が必要とする金額に適当な数（通常は1.5）をかけて、共同親権の場合に子供が必要とする金額とする。これを子供の総収入とする。これを、父親と母親が、それぞれの収入に応じて負担する。子供の総収入と総支出は同額である。子供の総支出のうち、子供と一緒にいる時間の分だけ各親が支出すると期待される。父親の「負担額」と父親に期待される「支出額」の差額が、父親が母親に渡すお金（養育費）である。
もう一つの考えは、単独親権の時の養育費を、固定的な部分（施設費など）と、変動する部分（食費など）に分ける考え方である。固定的な部分は、父親と同じ生活水準を提供する部分でもある。そうして共同親権になれば、変動する部分だけを、子供と一緒にいる時間に比例して減らす。これは、国連の子どもの権利委員会が推奨する方法である[12]。
ウィスコンシン州の例では、父親も母親も年収が3万ドルで子供が1人の場合、父親が子供に全く会わない場合の養育費は、月額約600ドルである（2004年のガイドライン）。父親が子供と会う時間が増えても、子供の時間の24%までは、養育費の額は変わらない。しかし、父親が子供と会う時間が、子供の時間の25%以上になると、養育費は減額され、子供の時間の50%になると、養育費は0になる[14]。
オーストラリアの場合、非同居親が支払うべき養育費は、非同居親が子供と過ごす夜の数が1年の30%未満であれば減額されない。ただし、政府が支給する子供手当は、非同居親が子供もと過ごす夜の数が10%以上であれば分割される[15]。

### イギリス
- 親権のあり方=婚姻中も離婚後も共同親権。
- 裁判所=家事手続き裁判所
- 別居後の共同親権の行使方法=裁判所に提出した子のアレンジ申告書（Statement of Arrangements for Children）による。
- 共同親権行使の援助機関=CAFCASSが総合的にサポート。子ども面接交渉センターが面会交流のサポート。ほかに弁護士が設立した支援機関など。

### イタリア
- 親権のあり方=共同親権
- 裁判所=家事事件担当部

別居後の共同親権の行使方法=共同監護が原則
共同親権行使の援助機関=メディエーションを行う民間団体がある。

### ドイツ
- 親権のあり方＝婚姻中および離婚後も共同親権。
- 裁判所＝家事事件担当部
- 別居後の共同親権の行使方法＝教育・医療など重要事項と両親が定めた事項については協議により決定。
- 共同親権行使の援助機関＝合意形成、面会交流につき政府機関である少年局が援助。

### 日本
日本においては婚姻中は原則として民法第818条第3項により、父母の共同親権が定められている。
夫婦が離婚した場合には父母いずれかによる単独親権となるため、離婚後の親権について夫婦で紛争となることがある。日本以外の国では離婚後も父母が共同で親権を持つ「離婚後共同親権制度」を導入している国もある。
また、婚姻時に姓を変えたくない夫婦が事実婚を選択する場合があるが、その場合、父母のいずれか片方が親権を持つことになる。
「共同親権」という用語を使う場合、現行法を前提とすれば婚姻中の共同親権を指す。離婚後の共同親権の可能性については、離婚後共同親権を参照。

#### 概要
共同親権とは、父母が共同し、合意に基づいて子に対し親権を行うことを言う。婚姻中における共同親権の規定は民法第818条にある。
民法第818条第3項
親権は、父母の婚姻中は、父母が共同して行う。ただし、父母の一方が親権を行うことができないときは、他の一方が行う。
ここで言う親権とは、民法第4章第2節「親権の効力」に規定され、下記の5項目が対象となる。
- 第820条・監護及び教育の権利義務
- 第821条・子の人格の尊重等
- 第822条・居所の指定
- 第823条・職業の許可
- 第824条・財産の管理及び代表

婚姻中、共同で親権が行使できないケースとは、片方の親が成年被後見人や親権喪失者などである場合や、行方不明、心神喪失である場合などがある。
なお、父母の意思が一致しないにもかかわらず、共同の名義で親権を行った場合には、民法第825条により善意の第三者は保護される。
民法第825条
「父母が共同して親権を行う場合において、父母の一方が、共同の名義で、子に代わって法律行為をし又は子がこれをすることに同意したときは、その行為は、他の一方の意思に反したときであっても、そのためにその効力を妨げられない。ただし、相手方が悪意であったときは、この限りでない。」

#### 旧民法における父親の単独親権
旧民法(明治31年法律第9号)においては、婚姻中も父親が単独親権を行うことが定められていた。
第二次世界大戦後の民法改正により、父母の共同親権が定められるようになった。

#### 離婚に際しての課題
1. 婚姻中の連れ去り別居による権利侵害
別居開始後、子供と別居することとなった親は、元配偶者との関係性が悪い場合裁判所を通して親権を行使することとなる。
2. 婚姻中は共同親権、離婚後は単独親権
日本において、親権は、婚姻中は父母が共同して行う、つまり共同親権と規定されているが、離婚後は単独親権となる。その規定は、民法第819条にある。

第819条
- 父母が協議上の離婚をするときは、その協議で、その一方を親権者と定めなければならない。
- 裁判上の離婚の場合には、裁判所は、父母の一方を親権者と定める。
- 子の出生前に父母が離婚した場合には、親権は、母が行う。ただし、子の出生後に、父母の協議で、父を親権者と定めることができる。
- 父が認知した子に対する親権は、父母の協議で父を親権者と定めたときに限り、父が行う。
- 第1項、第3項又は前項の協議が調わないとき、又は協議をすることができないときは、家庭裁判所は、父又は母の請求によって、協議に代わる審判をすることができる。
- 子の利益のため必要があると認めるときは、家庭裁判所は、子の親族の請求によって、親権者を他の一方に変更することができる。

家庭裁判所において紛争となった場合、「現状としてどちらが監護しているか」が親権者を定める大きな要因となる。

#### 共同親権に関する議論・法制化の歴史
日本は1994年に子どもの権利条約（児童の権利に関する条約）を批准した。同条約の第9条第3項では以下のように規定されている。
第164回国会で、福島瑞穂らが紹介議員となって参議院に提出された請願では、第9条第3項が引用されたうえで、「面接交渉と養育費の文言を明文化」し、「単独親権に関する規定を廃止」し、「共同親権に関する特別立法を実現すること」などが求められている。
2008年5月8日、枝野幸男は衆議院に提出した質問主意書で、「多くの先進国では、離婚後の共同親権は、子にとって最善の福祉と考えられており、虐待などの特別な理由がない限り、子と親の引き離しは児童虐待と見なされている。」と述べ、第9条第3項に言及したうえで、「日本では、民法第七六六条及び第八一九条によって、離婚後の共同親権は認められず、また、面接交渉についての明確な規定やこれを担保する手続が不十分であるために、一方の親と面接交渉できない子が少なくない。」などと主張した。
第171回国会で、衆議院では枝野幸男、泉健太らが、参議院では福島瑞穂、仁比聡平らが紹介議員となって「離婚後の共同親権制度を導入すること」などを求める請願が提出された。
2011年5月20日、菅直人内閣はハーグ条約に加盟する方針を閣議了解した。
第183回国会で、ハーグ条約の承認と、ハーグ条約実施法案が、全会一致で可決された。
2013年4月8日、浜田和幸は参議院に提出した質問主意書で、欧米では離婚後も共同親権が一般的であり、ハーグ条約の基本理念も同様の趣旨であるのにもかかわらず、日本では単独親権制度が採用されおり条約と国内法の間に矛盾が生じているため、「法律を改正し単独親権から共同親権へと制度を変更すべきと考える」などと主張した。これに対し、第2次安倍内閣はハーグ条約においては、「子の親権又は監護権に関する事項及び面会交流の在り方については各締約国の法制に委ねており、各国に共通する基準はないものと承知している。」などと答弁した。
2020年4月、法務省民事局は外務省に依頼した、日本以外のG20諸国を含む海外24か国の家族法制を対象とした調査の結果についてまとめた文書を公表した。同文書によれば調査対象となった24か国で離婚後の共同親権が認められていない国はインドとトルコのみであった。
2023年4月18日、法制審議会の家族法制部会は、2021年3月から行われてきた共同親権の賛否をめぐる激しい議論を踏まえたうえで、離婚後の共同親権を導入する方向で検討することを確認した。
2024年4月16日、離婚時に「父母の協議によって共同親権か単独親権かを決め、合意できない場合は家庭裁判所が親子の関係などを考慮して判断」すること、などを内容とする民法などの改正案が衆議院で可決した。自民党、公明党、立憲民主党、日本維新の会、国民民主党などが賛成し、日本共産党、れいわ新選組、自民党の野田聖子が反対した。
2024年5月17日、上記の改正民法などが参議院本会議で可決・成立した。自民党、公明党、立憲民主党、日本維新の会、国民民主党などが賛成し、日本共産党、れいわ新選組などが反対した。

#### 日本国外からの評価
2005年頃から、国際結婚において、諸外国で婚姻した日本人が、もう一方の配偶者の許可なく子供を連れて帰国してしまう問題が諸外国から指摘されている（国際的な子の奪取の民事上の側面に関する条約も参照）。日本の離婚に関する裁判では離婚時に子供を監護していた親にそのまま実質的に親権や監護権が認められることが多く、かつ裁判所による監護者の変更の命令があっても執行されない場合があることが問題視されている。こうした背景には、暴言や家庭内暴力（DV）に対する法整備が不十分であり、「逃げるしかない」ことがあるとされる。
2010年2月2日、アメリカのカート・キャンベル国務次官補は日本のハーグ条約締約をめぐり、東京都内で会見を行った。キャンベルはDVから逃れて帰国する日本人妻がいるのでハーグ条約を締約しないという日本政府の主張に対し、「実際に暴力があった事例はほとんど見つからない。相当な誤認だ」と反論し、「大半は米国内で離婚して共同親権が確立しており、これは『誘拐』だ」、「解決に向けて進展がないと、日米関係に本当の懸念を生みかねない」と主張した。
2018年5月にアメリカ合衆国国務省が発表したハーグ条約に関する年次報告書で、日本は中国、ブラジル、アルゼンチンなどとともにハーグ条約の不履行国に認定された。
国連の子どもの権利委員会は2019年2月1日に採択された総括所見で、日本に対して、「子どもの最善の利益に合致する場合には（外国籍の親も含めて）子どもの共同親権を認める目的で、離婚後の親子関係について定めた法律を改正するとともに、非同居親との個人的関係および直接の接触を維持する子どもの権利が恒常的に行使できることを確保すること。」などと勧告した。
EU議会本会議は、2020年7月8日に賛成686票、反対1票、棄権8票で採択された決議で、日本に対して、「ハーグ条約第6条及び第7条の義務の履行」、「共同親権の可能性に向けた国内法令改正」、「児童の権利条約へのコミットメントを守ること」などを要求した。
2022年11月15日に家族法制部会が「家族法制の見直しに関する中間試案」を公表したことを受けて、オーストラリアの外務貿易省と司法省は「共同親権案の検討を含む、法制審議会家族法制部会による家族法制の改革に向けた取り組みを歓迎する。」との声明を発表した。
2023年6月14日、オーストラリア、ベルギー、カナダ、EU、フランス、ドイツ、イタリア、ニュージーランド、イギリスの駐日大使らは日本の外務省と法務省に送付した「家族法制改正を支持する駐日大使の共同声明」と題された声明で、日本の家族法制の改正に関心を持っているとしたうえで、「現在検討されている、離婚後の単独親権からの脱却を目指す改正案は、日本を子どもの権利条約の締約国としての国際的義務に沿わせるものである」という評価を示した
。

### フランス
- 親権のあり方＝婚姻中および離婚後も共同親権。
- 裁判所ー家族事件裁判官
- 別居後の共同親権の行使方法=裁判所の認可を受けた子の養育および育成の分担の合意書による。

## 歴史
欧米における共同親権は、以下のような歴史を持つ。3つの時期に分けることができる。
1. 19世紀まで
ジャン・ジャック・ルソーが子供という概念を提唱するまで、子供という概念は存在しなかった。子供は小さな大人だと見なされており、7歳前後になると大人と同等に扱われた[49]。また、子供が7歳に達するまで、幼い子供の親権は母親に委ねられるという慣習があった[50]。19世紀には裁判所が母親を不適格な親と判断した場合を除き、親権は原則母親に与えられるものであった[51]。
2. 1900年以後
野生児の研究やゲゼルの双子の研究など、子供の発達の研究が行われるようになった。子供が言語を獲得する過程や、精神的に発達する過程で、母親との交流が重要な役割を果たしていることが明らかにされた。また施設入所などにより親との接触が無くなると、子供の精神発達が遅れる場合があることが知られるようになった。こうしたことから、子供の健全な発達には、母親と子の手厚い交流が不可欠であることが認識されるようになった。
3. 1960年以後
ワーラーステインの事例的研究や、ヘザリントンの統計的研究が行われ、父親がいない家庭で育った子供は、精神的な問題を抱えることが多いことが明らかにされた。父親がいない家庭で育った子供は、両親がそろった家庭で育った子供と比較して、平均して、精神的トラブルをより多く抱え、学業成績がより悪く、社会に出てからの地位がより低く、結婚しても離婚に終わりやすいなどの特徴が認められた。

子供は、父親の持ち物ではなく、母親の体の一部分でもない。子供自身の利益が尊重される必要がある。共同親権とは、子供の側から見れば、二人の親を持つ権利である。二人の親と十分な関わりを持って育てられる権利である。こうした、子供の利益の尊重や、子供が二人の親を持つ権利の保障は、「児童の権利に関する条約」にまとめられ、1989年に国連総会で採択された。ただし、アメリカは未だに「児童の権利に関する条約」を批准しておらず、アメリカでは同条約は効力を持たない。同条約を批准していないのは、世界でソマリアとアメリカの2か国だけある。
各国の共同親権法は、子供の発育に両方の親がかかわることを求めるものであり、二人の親を持つという子供の権利を守るものである。
ほぼ全ての南北アメリカ大陸諸国、ほぼ全てのヨーロッパ諸国、オセアニア両国、アジアの中国・韓国が、結婚中も離婚後も共同親権である。「2人の親を持つのは子供の権利であり、親が結婚していようと、いまいと関係がない。」とされている。

## 親子に及ぼす影響
離婚後共同親権は、親と子供に次のような影響を及ぼす。
- 共同親権により育てられた子供は、両親がそろっている家庭の子供と比較して、遜色ない発達を示す。これに対して単独親権では、悪い発達を示すことが多い[56][57]。
- 離婚後の子供の状態に大きい影響を及ぼすのは、育児の質と経済的安定性である。つまり、単独親権であってもそれらが担保されていれば特に問題はないといえる。
- 単独親権と比較して、子供の満足感が強い。しかし、個人の感情は数値化したり、他人と比較することができないとの批判がある。
- 離婚後の共同親権では、子供を奪い合わないので、親同士の争いが減る。
- 親がしばしば争って敵意のあるようなケース（全体の15%から20%[9]）では、子供の精神的機能は不良となり、離婚後の共同親権はうまくいかない。

### メリット

#### 離婚後の父親と母親の紛争が減る
欧米各国は共同親権に移行しているが、単独親権から共同親権に移行すると、父親と母親の紛争が減ることが観察されている。単独親権では、潜在的に子供を奪い合う状態にあるが、共同親権に移行し、双方の親子の時間が保障され親子関係の維持が保障されると、両親は争う必要が無くなる。両親は、単に子供の時間を分け合うだけでなく、もっと積極的に協力して子供の養育を行うようになる。また単独親権者の育児負担が減る。

#### 子供の精神的な予後が改善する
共同親権に移行すると、両親の間の紛争が減る。また、両親から子供へ提供される資金が増える。また、両方の親がそれぞれの役割を果たすことが可能になる。これらにより、子供の精神的予後が改善する。離婚していない両親の子の精神状態に近づく。また、新しい夫や実の母による子供への虐待が減る。共同監護の方が単独監護より子どもが抱える心因性の問題がはるかに少ないとの研究報告がある。

#### 地域の離婚率が低下する
共同親権への移行後、1、2年以内に、その地域の離婚率が低下する。

### デメリット
ベリーベスト法律事務所は「共同親権のデメリット」として、以下のようなものを挙げている。

#### 二重生活で子供に負担がかかる
子供が両親の家の間を頻繁に行き来して生活するような場合は、子供に負担がかかる。

#### 両親の教育方針や文化が異なる場合に問題が起きる可能性がある
両親間で教育方針や生活様式、考え方などが異なる場合に、両親の間で争いが起きたり、子供が混乱したりする可能性がある。

#### 遠方への引っ越しが困難となる
子供の移動負担を考慮すると、離婚後も両親双方が近接した地域に住まなければならず、仕事などで遠方に引っ越ししづらくなる。
民法学者の小川富之はオーストラリアで「2006年の法改正」によって生まれた「離別後も親子の面会交流を促進することが、『子の最善の利益に合致する』という考え方に立つ法律」が原因で「ＤＶ、虐待の問題の多発」が生じたと主張している。

## 世論調査
離婚後の共同親権は、多くの人によって支持されている。
- デトロイト・ニュース社が、2004年にネット上で「離婚後には50%ずつの共同親権制度を基本とすること」の是非を聞いたところ、賛成86%、反対14%であった[69]。
- オーストラリア政府が、2006年と2009年に「別居後にも、両方の親が子供の生活に関わった方が、子供はうまく行く」ことに賛成するか反対するかを調査したところ、賛成81.4%、反対 6.9%であった[70]。
- カナダのサザン・ニュース社と、家庭調査・教育の国家基金が、カナダ人に対して調査を行ない、「親が離婚した子供が、非同居親と親子関係を維持することは重要か」と聞いたところ、「非常に重要である」80%、「かなり重要である」17%、「あまり重要でない」 2%、「全く重要でない」 1%であった[71]。
- マサチューセッツ州で2004年に「離婚後は共同親権を基本とする」ことについての投票が行われたところ、62万人が投票し、賛成85%、反対15%であった[72]。
- アリゾナ大学の研究者が、陪審員として裁判所に来た人約260人に、「自分が裁判官だったら、モデルケースについて、離婚後の親権をどう判断するか」と聞いたところ、65%の人が「時間が50%ずつの共同親権にする」と答えた[73]。
- 2011年にアリゾナ大学の学生やその他の大人に聞いたところ、80%から90%の人が、離婚後は共同親権が望ましいと答えた[68]。
- オーストラリアにおける再三の世論調査や国家が出資する研究によれば、オーストラリア国民のうち、70%から90%が、共同親権法を支持している[74]。
- 2011年に産経新聞がネット上でアンケートを行い、両親ともに親権を持つ欧米型の共同親権制に移行すべきかを聞いたところ、2122人より回答があり、賛成58%、反対42%であった[75]。
- 2009年にヤフーニュースがネット上で離婚後の共同親権の制度新設に賛成か反対かを聞いたところ、13721人から回答があり、賛成58%、反対29%、分からない14%であった[76]。
- 2009年4月23日に読売テレビがスーパー・サプライズという番組で、「離婚後に共同親権を認めない国に怒る」という主張を放送したところ、番組中に寄せられた視聴者からの意見は、「分かる」という人が10220人（77%）、「分からない」という人が2976人（23%）であった[77]。
- 2012年6月24日に親子風船が東京のフリーマーケット会場で離婚後の共同親権に賛成か反対かを聞いたところ、193人から回答があり、賛成79%、反対5%、その他16%であった[78]。
- 2012年7月29日に親子風船が東京のフリーマーケット会場で離婚後の共同親権に賛成か反対かを聞いたところ、199人から回答があり、賛成78.89%、反対17.08%、その他4.02%であった。
- 2012年9月16日に親子風船と協力団体が鹿児島中央駅にて離婚後の共同親権に賛成か反対かを聞いたところ157人から回答があり、賛成、85.35%、反対3.18％、その他11.46%であった。